# Memoriał Henryka Łasaka 2011
Il Memoriał Henryka Łasaka 2011, tredicesima edizione della corsa, valida come evento dell'UCI Europe Tour 2011 categoria 1.2, si svolse il 13 agosto 2011 su un percorso di 183,2 km. Fu vinto dallo sloveno Luka Mezgec, che terminò la gara in 4h19'44" alla media di 42,3 km/h.
Al traguardo 96 ciclisti portarono a termine il percorso.

## Ordine d'arrivo (Top 10)
| Pos. | Corridore          | Squadra     | Tempo    |
| ---- | ------------------ | ----------- | -------- |
| 1    | Luka Mezgec        | Sava        | 4h19'44" |
| 2    | Blaž Furdi         | Adria Mobil | s.t.     |
| 3    | Tomasz Marczyński  | CCC-Polsat  | s.t.     |
| 4    | Kristijan Đurasek  | Loborika    | s.t.     |
| 5    | Paweł Cieślik      | Bank BGZ    | s.t.     |
| 6    | Tomaž Nose         | Adria Mobil | s.t.     |
| 7    | Blaž Jarc          | Adria Mobil | a 16"    |
| 8    | Matej Gnezda       | Adria Mobil | s.t.     |
| 9    | Jacob Fiedler      | Team NSP    | s.t.     |
| 10   | Krzysztof Jeżowski | Bank BGZ    | s.t.     |